# Spike Fearn
Spike E Fearn (Coalville, Leicestershire; 2000) es un actor inglés. En televisión, es conocido por su papel en el drama adolescente de ITVX Tell Me Everything (2022-2024). Es conocido por interpretar a Bjorn en Alien: Romulus (2024). Fue nombrado "Estrella del mañana" por la revista Screen International en 2024.

## Primeros años
Fearn creció en Coalville, Leicestershire. Su padre es mecánico de automóviles y su madre profesora. Él tiene dislexia.

## Carrera
Fearn comenzó su carrera con pequeños papeles en películas como Sweetheart, The Batman y Aftersun.
En agosto de 2021, fue elegido como uno de los protagonistas de la serie dramática de ITV2 Tell Me Everything. En octubre de 2022, fue elegido para una adaptación de la serie de televisión de la novela de Kazuo Ishiguro Never Let Me Go, aprobada por FX, sin embargo, la serie fue cancelada antes de que comenzara la producción en febrero de 2023.
En 2024, Fearn apareció como Tyler James en la película biográfica de Amy Winehouse Back to Black, y como Bjorn en Alien: Romulus, una entrega de la franquicia Alien dirigida por Fede Álvarez. En 2025, está previsto que interprete un papel secundario en la próxima película de James L. Brooks, Ella McCay.

## Filmografía

### Película
| Año  | Título         | Papel          | Notas |
| ---- | -------------- | -------------- | ----- |
| 2021 | Sweetheart     | Elvis          |       |
| 2022 | The Batman     | Vándalo        |       |
| 2022 | Aftersun       | Olly           |       |
| 2024 | Back to Black  | Tyler James    |       |
| 2024 | Alien: Romulus | Bjorn          |       |
| 2025 | Ella McCay     | Postproducción |       |

### Televisión
| Año       | Título                  | Papel | Notas                    |
| --------- | ----------------------- | ----- | ------------------------ |
| 2021      | The Amazing Mr. Blunden | Tom   | Película para televisión |
| 2022      | Newark, Newark          | Jack  | 3 episodios              |
| 2022–2024 | Tell Me Everything      | Louis | Papel principal          |